# Zamach w Ankarze (17 lutego 2016)
Zamach w Ankarze – atak terrorystyczny, do którego doszło 17 lutego 2016 w stolicy Turcji, Ankarze. W zamachu zginęło 30 osób, a 61 zostało rannych.

## Zamach
Według policji do zamachu doszło, gdy zdetonowano pojazd, który zawierał materiały wybuchowe w czasie przejeżdżania autobusów z personelem wojskowym. Agencja Reuters jako sprawców zamachu wskazała Partię Pracujących Kurdystanu (PKK), a Kurdowie jako sprawców wskazali Państwo Islamskie. Po tym zdarzeniu ogłoszono trzydniową żałobę narodową.